# Wakaleo oldfieldi
Wakaleo oldfieldi é uma espécie extinta de leão-marsupial, encontrada no sul da Austrália. Possuía três dentes molares não muito grandes, ao contrário dos dois molares exagerados do pleistocênico Thylacoleo carnifex.
Assim como o T. carnifex, esta espécie presumivelmente usava seu dentes maxilares superiores para a mastigação e os incisivos para cortar e dilacerar a comida.
Seu tamanho era aproximadamente o de um dingo.